# Elecciones municipales de Piura de 2010
Las elecciones municipales de Piura de 2010 se llevaron a cabo el 3 de octubre de 2010 para elegir al alcalde y al Concejo Provincial de Piura para el periodo 2011-2014. La elección se celebró simultáneamente con elecciones regionales y municipales (provinciales y distritales) en todo el Perú.

## Sistema electoral
La Municipalidad Provincial de Piura es el órgano administrativo y de gobierno de la provincia de Piura. Está compuesta por el alcalde y el Concejo Provincial.
La votación del alcalde y el concejo se realiza en base al sufragio universal, que comprende a todos los ciudadanos nacionales mayores de dieciocho años, empadronados y residentes en la provincia de Piura y en pleno goce de sus derechos políticos, así como a los ciudadanos no nacionales residentes y empadronados en la provincia de Piura.
El Concejo Provincial de Piura está compuesto por 15 regidores elegidos por sufragio directo para un período de cuatro (4) años, en forma conjunta con la elección del alcalde (quien lo preside). La votación es por lista cerrada y bloqueada. Se asigna a la lista ganadora los escaños según el método d'Hondt o la mitad más uno, lo que más le favorezca.

## Composición del Concejo Provincial de Piura
La siguiente tabla muestra la composición del Concejo Provincial de Piura antes de las elecciones.
| Partidos | Partidos                          | Regidores |
| -------- | --------------------------------- | --------- |
|          | Movimiento Regional Obras + Obras | 9         |
|          | Partido Aprista Peruano           | 3         |
|          | Unidad Nacional                   | 2         |
|          | Partido Nacionalista Peruano      | 1         |

## Partidos y candidatos
A continuación se muestra una lista de los principales partidos y alianzas electorales que participaron en las elecciones:
| Candidatura | Candidatura   | Partidos y alianzas                                                                                          | Candidatos | Candidatos                     | Ideología                                                          | Resultado previo | Resultado previo | Ref. |
| Candidatura | Candidatura   | Partidos y alianzas                                                                                          | Candidatos | Candidatos                     | Ideología                                                          | Votos (%)        | Reg.             | Ref. |
| ----------- | ------------- | --- | ---------- | ------------------------------ | ------------------------------------------------------------------ | ---------------- | ---------------- | ---- |
|             | Obras + Obras | Lista - Movimiento Regional Obras + Obras (Obras + Obras)                                                    |            | Ruby Rodríguez Vda. de Aguilar | Regionalismo piurano                                               | 45.26%           | 9                |      |
|             | APRA          | Lista - Partido Aprista Peruano (APRA)                                                                       |            | Marco Vargas Trelles           | Aprismo                                                            | 19.22%           | 3                |      |
|             | PPC           | Lista - Partido Popular Cristiano (PPC)                                                                      |            | Hermer Alzamora Román          | Democracia cristiana Conservadurismo social Liberalismo económico  | 10.24%           | 2                |      |
|             | MODELO        | Lista - Movimiento de Desarrollo Local (MODELO)                                                              |            | Gabriel Rodríguez Arámbulo     | Regionalismo piurano                                               | 4.48%            | 0                |      |
|             | APP           | Lista - Alianza para el Progreso (APP)                                                                       |            | Wilmar Elera García            | Liberalismo económico Conservadurismo liberal Populismo de derecha | 4.35%            | 0                |      |
|             | SP            | Lista - Somos Perú (SP)                                                                                      |            | Práxedes Llacsahuanga Huamán   | Democracia cristiana Conservadurismo social                        | 3.44%            | 0                |      |
|             | AP            | Lista - Acción Popular (AP)                                                                                  |            | Janet Feria de Tong            | Humanismo Nacionalismo cívico Reformismo                           | 1.19%            | 0                |      |
|             | PP            | Lista - Perú Posible (PP)                                                                                    |            | Arturo Seminario Chirinos      | Socioliberalismo Democracia liberal Tercera vía                    | Nuevo            | Nuevo            |      |
|             | PHP           | Lista - Partido Humanista Peruano (PHP)                                                                      |            | Segundo Zapata Alzamora        | Humanismo Socialismo Ecosocialismo                                 | Nuevo            | Nuevo            |      |
|             | FDP           | Lista - Fonavistas del Perú (FDP)                                                                            |            | Helio Mogollón Saavedra        | Socialismo Nacionalismo de izquierda Ecologismo                    | Nuevo            | Nuevo            |      |
|             | F2011         | Lista - Fuerza 2011 (F2011)                                                                                  |            | Mónica Zapata de Castagnino    | Fujimorismo Conservadurismo social Populismo de derecha            | Nuevo            | Nuevo            |      |
|             | FR            | Lista - Movimiento Independiente Fuerza Regional (FR)                                                        |            | Aníbal Cisneros Calderón       | Regionalismo piurano                                               | Nuevo            | Nuevo            |      |
|             | CR–APyD       | Lista - Unidos Construyendo (CR–APyD) – Construyendo Región (CR) – Alternativa de Paz y Desarrollo (APyD)    |            | Óscar Miranda Martino          | Regionalismo piurano                                               | Nuevo            | Nuevo            |      |
|             | MAS–RPT       | Lista - Unidad Regional (MAS–RPT) – Movimiento de Afirmación Social - Acción (MAS) – Región para Todos (RPT) |            | Benjamín Samaniego Farfán      | Regionalismo piurano                                               | Nuevo            | Nuevo            |      |
|             | IND           | Lista - Lista Independiente N° 1 Frente Independiente Trabajo                                                |            | José Feria Madrid              | Localismo piurano                                                  | Nuevo            | Nuevo            |      |

## Resultados

### Sumario general
|                        |                                                       |              |              |              |           |           |  |  |
| Partidos y coaliciones | Partidos y coaliciones                                | Voto popular | Voto popular | Voto popular | Regidores | Regidores |  |  |
| Partidos y coaliciones | Partidos y coaliciones                                | Votos        | %            | ±pp          | Total     | +/−       |  |  |
|                        | Movimiento Regional Obras + Obras (Obras + Obras)     | 61,128       | 20.96        | –24.30       | 9         | ±0        |  |  |
|                        | Unidos Construyendo (CR–APyD)                         | 58,898       | 20.20        | Nuevo        | 3         | +3        |  |  |
|                        | Alianza para el Progreso (APP)                        | 58,698       | 20.13        | +15.78       | 2         | +2        |  |  |
|                        | Partido Aprista Peruano (APRA)                        | 31,936       | 10.95        | –8.97        | 1         | –2        |  |  |
|                        | Somos Perú (SP)                                       | 18,735       | 6.43         | +2.99        | 0         | ±0        |  |  |
|                        | Fuerza 2011 (F2011)                                   | 11,606       | 3.98         | Nuevo        | 0         | ±0        |  |  |
|                        | Unidad Regional (MAS–RPT)                             | 10,830       | 3.71         | Nuevo        | 0         | ±0        |  |  |
|                        | Partido Popular Cristiano (PPC)                       | 10,712       | 3.67         | n/a          | 0         | –2        |  |  |
|                        | Movimiento Independiente Fuerza Regional (FR)         | 9,563        | 3.28         | Nuevo        | 0         | ±0        |  |  |
|                        | Acción Popular (AP)                                   | 5,169        | 1.77         | +0.58        | 0         | ±0        |  |  |
|                        | Perú Posible (PP)                                     | 3,730        | 1.28         | n/a          | 0         | ±0        |  |  |
|                        | Lista Independiente N° 1 Frente Independiente Trabajo | 2,931        | 1.01         | n/a          | 0         | ±0        |  |  |
|                        | Fonavistas del Perú (FDP)                             | 2,708        | 0.93         | Nuevo        | 0         | ±0        |  |  |
|                        | Movimiento de Desarrollo Local (MODELO)               | 2,685        | 0.92         | –3.56        | 0         | ±0        |  |  |
|                        | Partido Humanista Peruano (PHP)                       | 2,248        | 0.77         | Nuevo        | 0         | ±0        |  |  |
|                        |                                                       |              |              |              |           |           |  |  |
| Total                  | Total                                                 | 291,577      |              |              | 15        | ±0        |  |  |
|                        |                                                       |              |              |              |           |           |  |  |
| Votos válidos          | Votos válidos                                         | 291,577      | 75.83        | –1.28        |           |           |  |  |
| Votos en blanco        | Votos en blanco                                       | 58,249       | 15.15        | –0.80        |           |           |  |  |
| Votos nulos            | Votos nulos                                           | 34,689       | 9.02         | +2.08        |           |           |  |  |
| Votos emitidos         | Votos emitidos                                        | 384,515      | 87.05        | –1.57        |           |           |  |  |
| Abstenciones           | Abstenciones                                          | 57,194       | 12.95        | +1.57        |           |           |  |  |
| Votantes registrados   | Votantes registrados                                  | 441,709      |              |              |           |           |  |  |
|                        |                                                       |              |              |              |           |           |  |  |
| Fuente:                |                                                       |              |              |              |           |           |  |  |

## Elecciones municipales distritales

### Resultados por distrito
La siguiente tabla enumera el control de los distritos de la provincia de Piura. El cambio de mando de una organización política se resalta del color de ese partido.
| Distrito     | Alcalde(sa) titular      | Partido político | Partido político               | Alcalde(sa) electo(a)   | Partido político | Partido político          |
| ------------ | ------------------------ | ---------------- | ------------------------------ | ----------------------- | ---------------- | ------------------------- |
| Castilla     | Ricardo Whacheng Morales |                  | Obras + Obras                  | Aura Ruesta de Herrera  |                  | Unidos Construyendo       |
| Catacaos     | José More López          |                  | Siempre Catacaos               | José Castro López       |                  | Somos Perú                |
| Cura Mori    | Macario Silva Vilchez    |                  | Partido Aprista Peruano        | Jorge Sosa Flores       |                  | Unidad Regional           |
| El Tallán    | Juan Mechato Estrada     |                  | Partido Aprista Peruano        | Cipriano Zapata Ramos   |                  | Fuerza 2011               |
| La Arena     | Venancio Risco Juárez    |                  | Unidad Nacional                | Claudio Naquiche More   |                  | Alternativa de Renovación |
| La Unión     | Félix Anton Martínez     |                  | Obras + Obras                  | Vicente Seminario Silva |                  | Alianza para el Progreso  |
| Las Lomas    | Cristhiam Vences Vegas   |                  | Obras + Obras                  | Santos Neira Simbala    |                  | Partido Popular Cristiano |
| Tambo Grande | Segundo Moreno Pacherres |                  | Unidos Pueblo Agro Tambogrande | Francisco Ojeda Riofrío |                  | AGRO SÍ                   |